# جمعية كشافة فيجي
جمعية كشافة فيجي هي المنظمة الكشفية الوطنية في فيجي. تأسبب الحركة الكشفية في فيجي عام 1914، وأصبحت عضوا في المنظمة العالمية للحركة الكشفية في عام 1971. اعتبارا من عام 2011 بلغ عدد أعضاء جمعية كشافة فيجي 3926 عضوا.